# Teleport VI

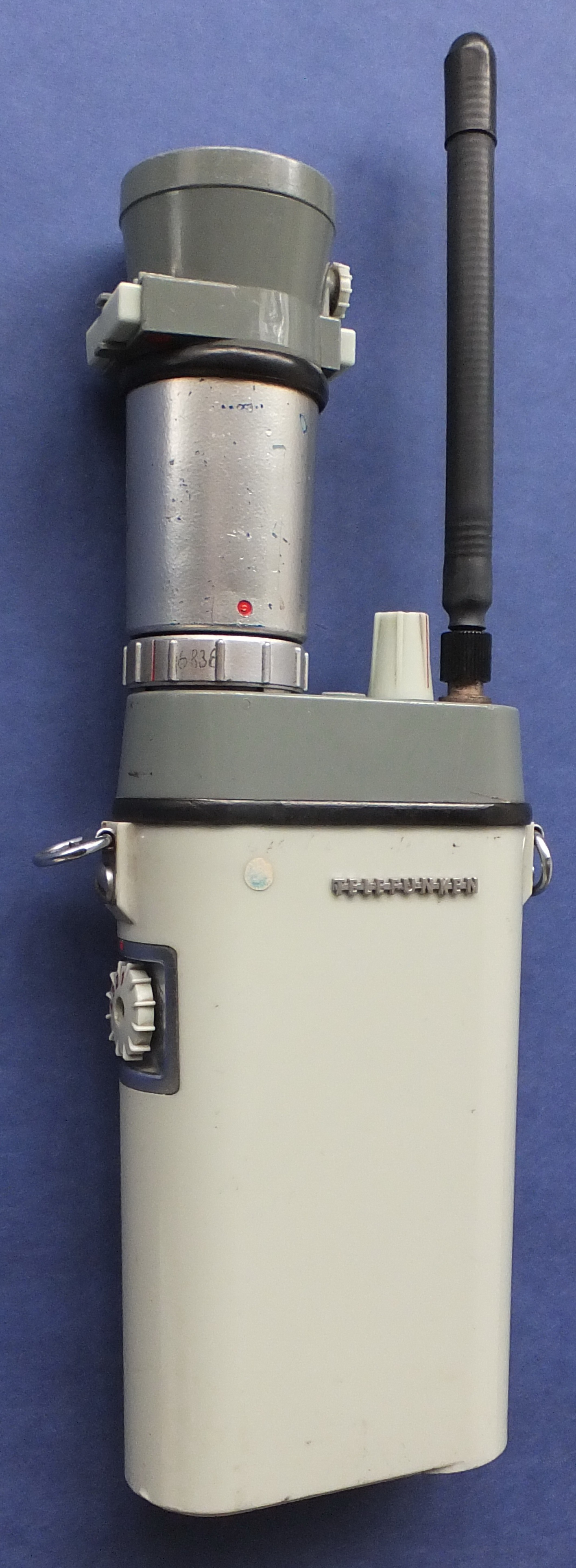
Teleport VI

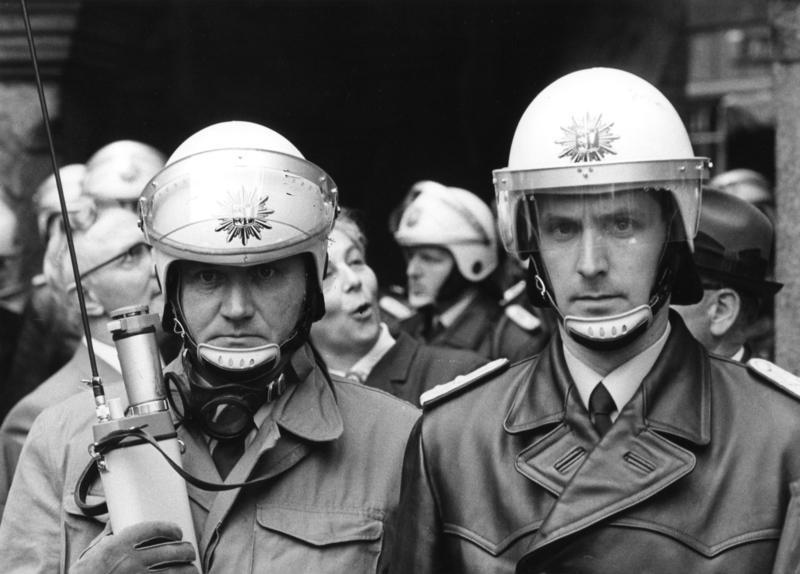
Polizeibeamter mit einem Teleport VI bei einem Polizeieinsatz im Jahr 1969

Das BOS-Handfunkgerät Teleport VI, entwickelt und vertrieben von der Telefunken Gesellschaft für drahtlose Telegraphie m.b.H., ist ein voll transistorisiertes, portables Funkgerät.

## Einführung
Das Teleport VI wurde 1963 im Deutschen BOS-Funk eingeführt. Der BOS-Funk ist ein nichtöffentlicher, mobiler UKW-Landfunkdienst, der von Behörden und Organisationen mit Sicherheitsaufgaben (BOS) verwendet wird. Zu den Benutzergruppen des Teleport VI zählten Polizei, Zoll, Bundeswehr, Hilfsdienste und die Deutsche Bundesbahn.

## Aufbau
Das Teleport VI besteht im Wesentlichen aus einem Grundgehäuse und einem aufsteckbaren Mikrofonlautsprecher. Auf der Gehäuseoberseite befindet sich neben der Aufnahme des Mikrofonlautsprechers ein Zeigerinstrument zur Anzeige des Ladezustandes der Batterie, der Ein/Ausschalter (mit den Stellungen „aus“ – „ein/Rauschsperre aktiv“ – „ein/Rauschsperre offen“) und ein TNC-Antennenanschluss. Seitlich am Gehäuse sitzt der Kanalwahlschalter für maximal vier Frequenzen bzw. Kanäle. Das Batteriefach befindet sich im Boden des Gerätes hinter einer verschließbaren Klappe. Ein Schild mit Angabe von Typenbezeichnung und den zur Verfügung stehenden Frequenzen kann am Geräteboden, unmittelbar neben dem Batteriefach, in eine Halterung eingelegt werden. Die an den beiden schmalen Gehäuseseiten angebrachten Befestigungsösen dienen zur Aufnahme eines Tragegurtes bzw. zur Befestigung in einer Tragetasche.
Der im obigen Bild gezeigte Mikrofonlautsprecher vereint Lautsprecher und Mikrofon in einer Kapsel. Er verfügt über eine PTT-Taste, einen Regler zur Einstellung der Lautstärke und zwei Tasten für Ruftöne, wobei der Ruftongenerator im Mikrofon und nicht im Grundgerät untergebracht ist. Der Mikrofonlautsprecher ist mit einer Steckverbindung (Tuchelstecker) ausgestattet und wird mittels Bajonettverschluss (also ohne Verwendung der Verschraubung des Tuchelsteckers) am Gerätegehäuse befestigt. Der Schaft des Mikrofonlautsprechers dient gleichzeitig als Haltegriff. Es gab auch eine vereinfachte Version dieses Mikrofons ohne Lautstärkeregler, Stab- und Handmikrofone sowie Ansteck- und Knopflochmikrofone für den verdeckten Einsatz. Mittels eines Verbindungskabels (mikrofonseitig Tuchelstecker mit Verschraubung, geräteseitig entweder verschraubbarer Tuchelstecker oder Bajonettanschluss) konnte der abgebildete Mikrofonlautsprecher auch abgesetzt betrieben werden.
Sende- und Empfangszweig waren in jedem der schaltbaren Kanäle jeweils einzeln bequarzt (somit konnte das Gerät sowohl auf jedem einzelnen Kanal zum Wechsel- als auch bedingtem Gegensprechen bequarzt werden) und unabhängig voneinander aufgebaut, so wurden auch reine Empfangs- bzw. Sendegeräte („Solosender“ und „Soloempfänger“ durch Weglassen des unnötigen Zweiges) angeboten.

## Zubehör
Für das Teleport VI war je nach Einsatz und Verwendung umfangreiches Zubehör verfügbar.
- diverse Antennen: Stabantennen, Bandantennen, Tarnantennen und ein gesonderter Antennenträger
- Tragezubehör: Schultertrageriemen, Sprechkopfträger für Schultertrageriemen, Brusttragegestell
- Handsprechhörer
- Stielmikrofonhörer
- Mikrofone: Ansteckmikrofon, Knopflochmikrofon, Kehlkopfmikrofon
- externe Spannungsversorgung mit Schaltwandler zum Anschluss an eine Gleichspannung im Bereich 5–32 V
- Mikrofonlautsprecher mit erhöhtem akustischen Wirkungsgrad für laute Umgebungsbedingungen
- Notsignalgeber

## Technische Daten
- Sendeleistung: maximal 1 W
- Anzahl der Kanäle: 4
- Betriebsart: Wechselsprechen
- Rauschsperre: abschaltbar, wird im Gerät eingestellt
- Empfindlichkeit: 0,35 µV bei 12 dB Störabstand
- Ruftöne: 1750 und 2135 Hz
- Stromversorgung: gasdichter Akku 12 V / 0,5 Ah
- Stromaufnahme: 270 mA
- Betriebszeit: pro Akkuladung 10 Stunden bei einem Verhältnis von 10 % Senden zu 90 % Empfang
- Maße: 224 mm × 114 mm × 48,5 mm
- Gewicht mit Batterie: 1650 g

## Detailaufnahmen

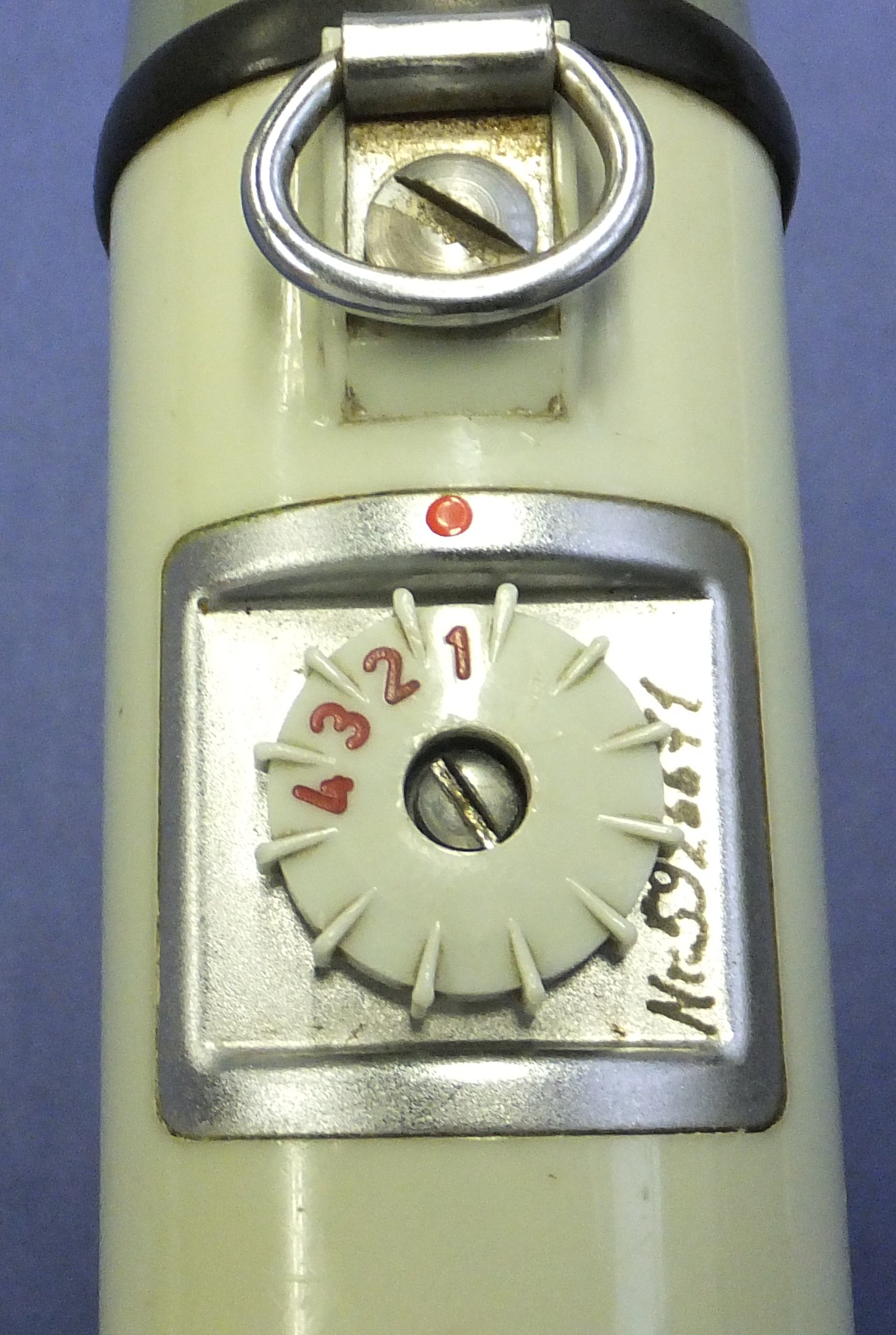
Kanalschalter
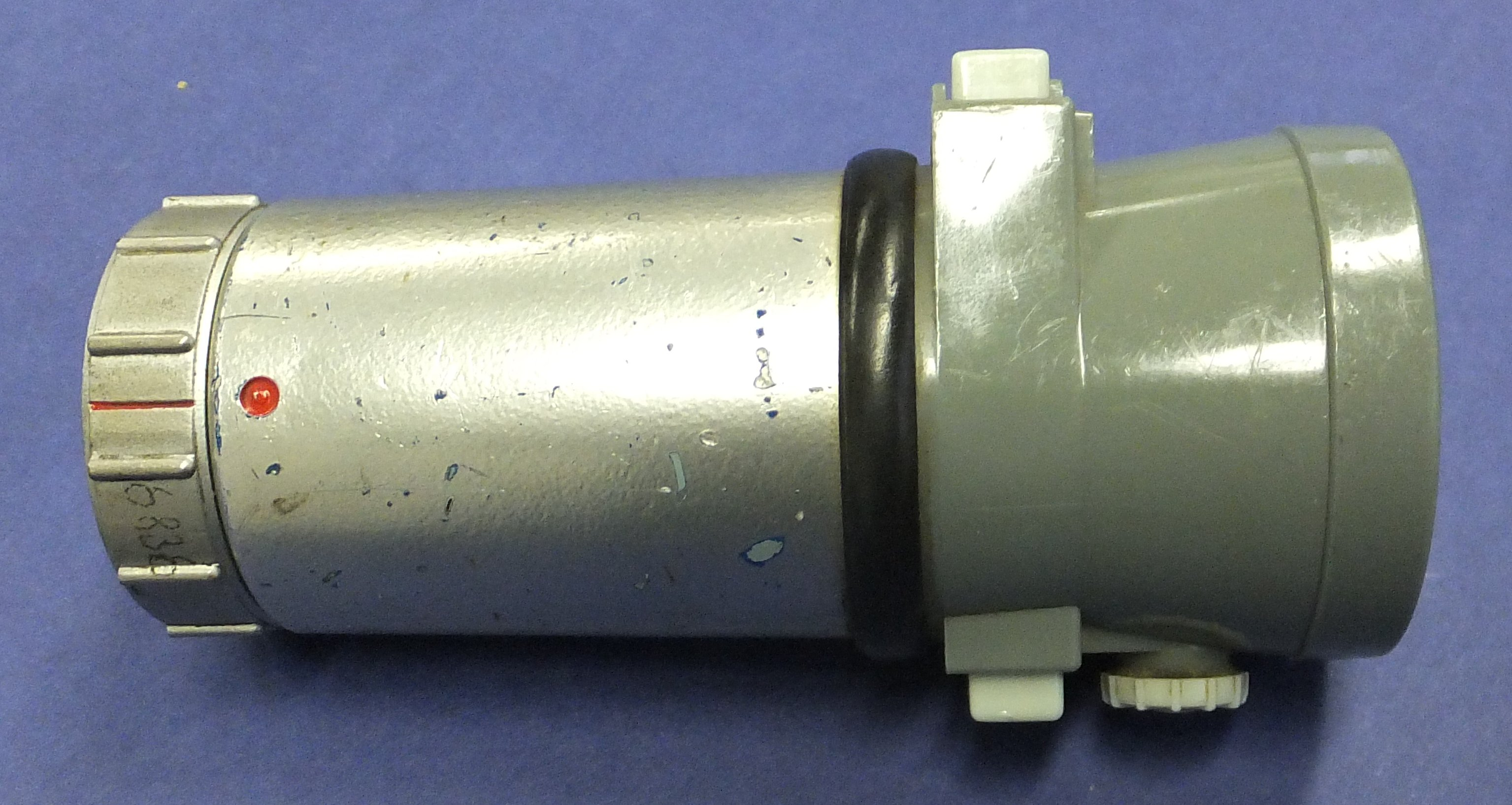
Mikrofonlautsprecher
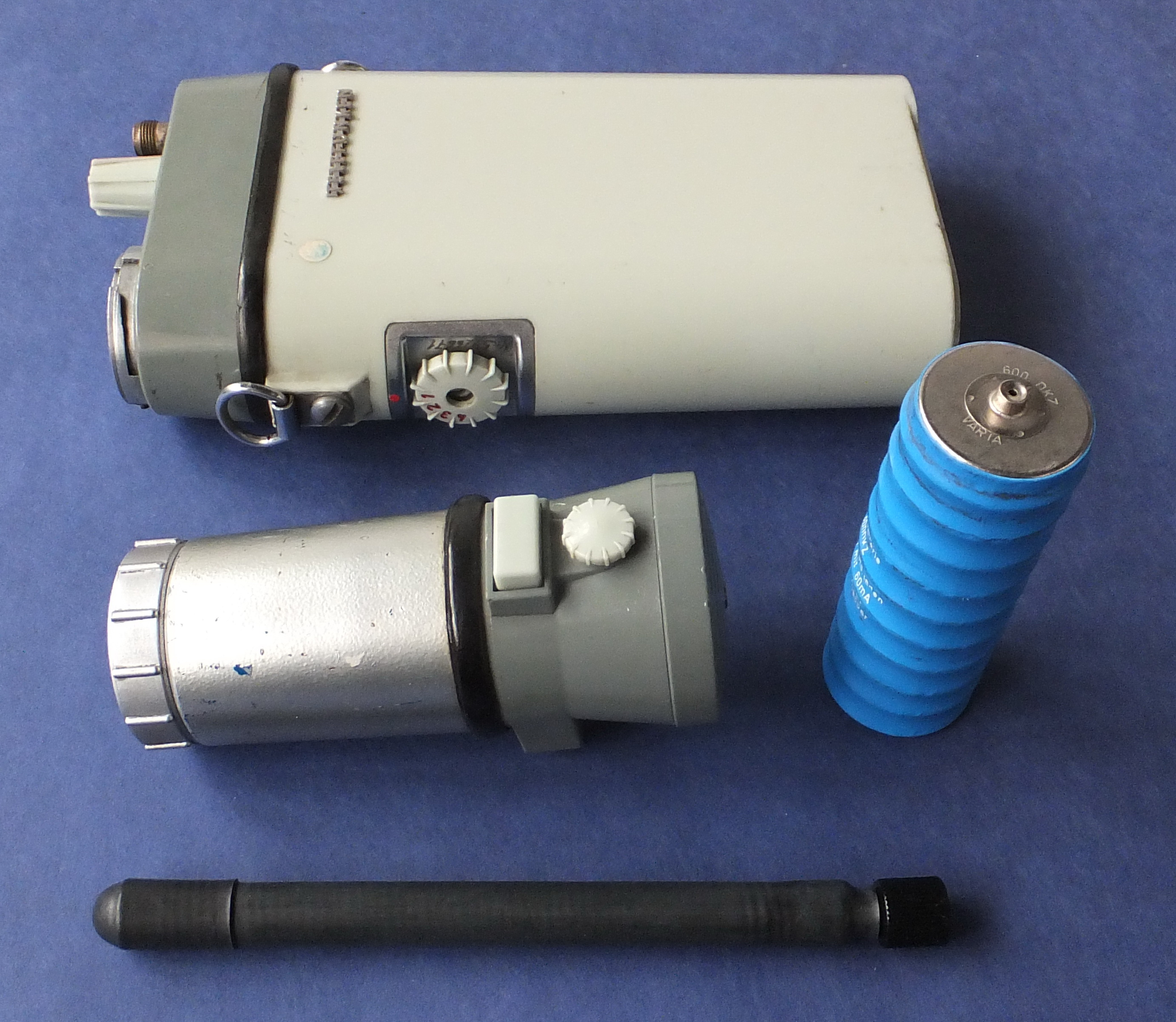
Alle Komponenten
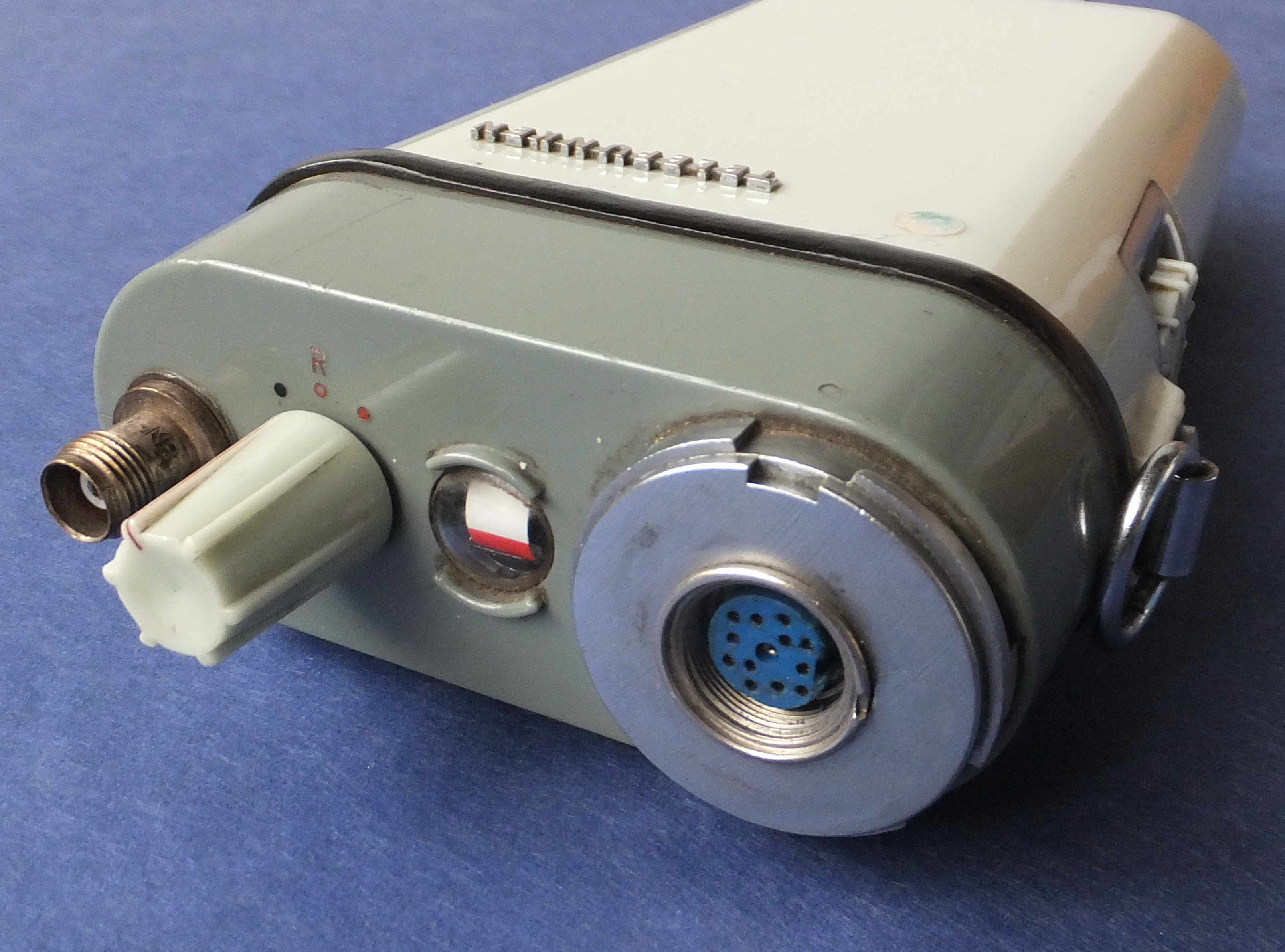
Anschluss für Mikrofonlautsprecher
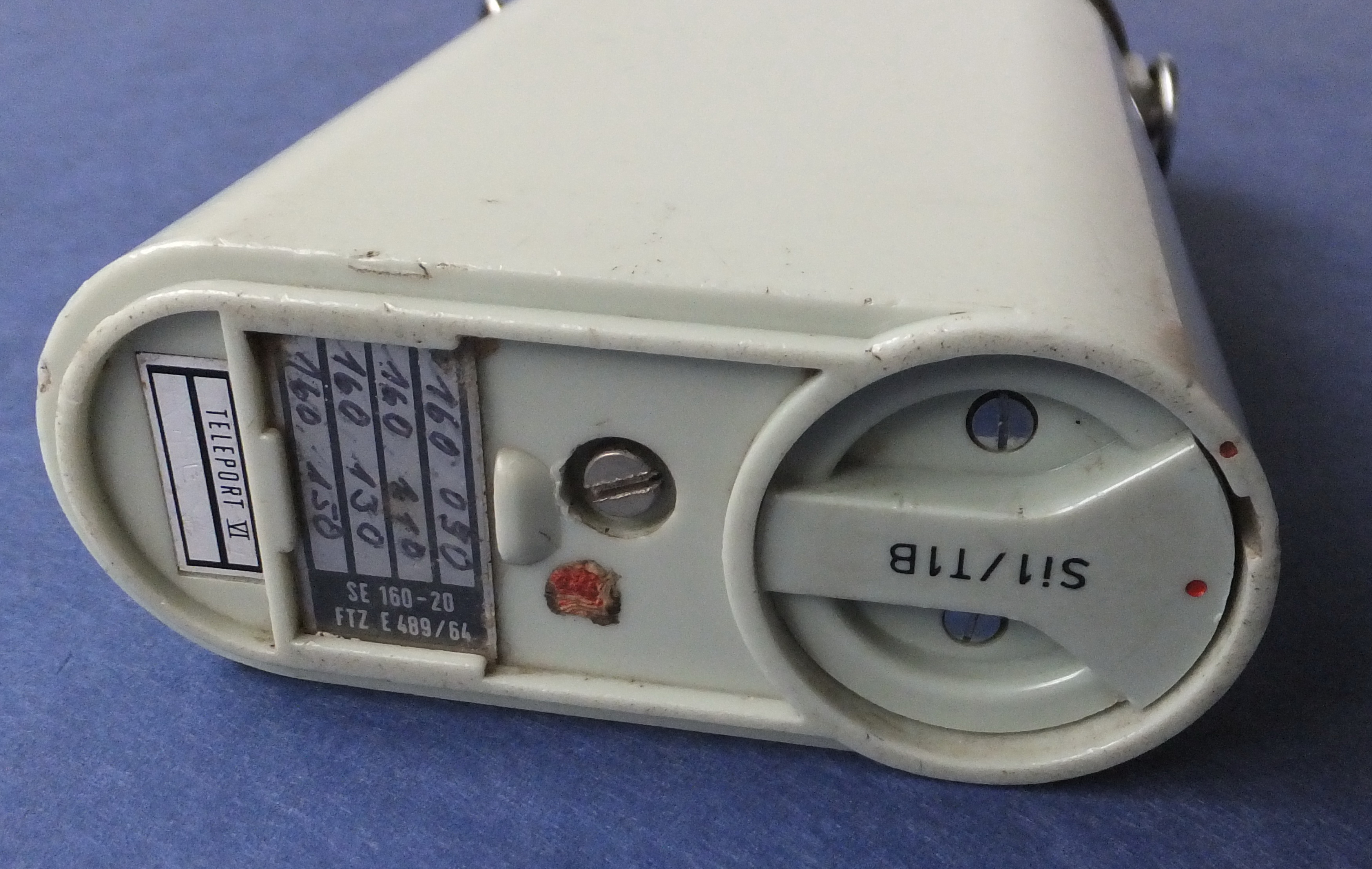
Geräteunterseite mit Typenschild
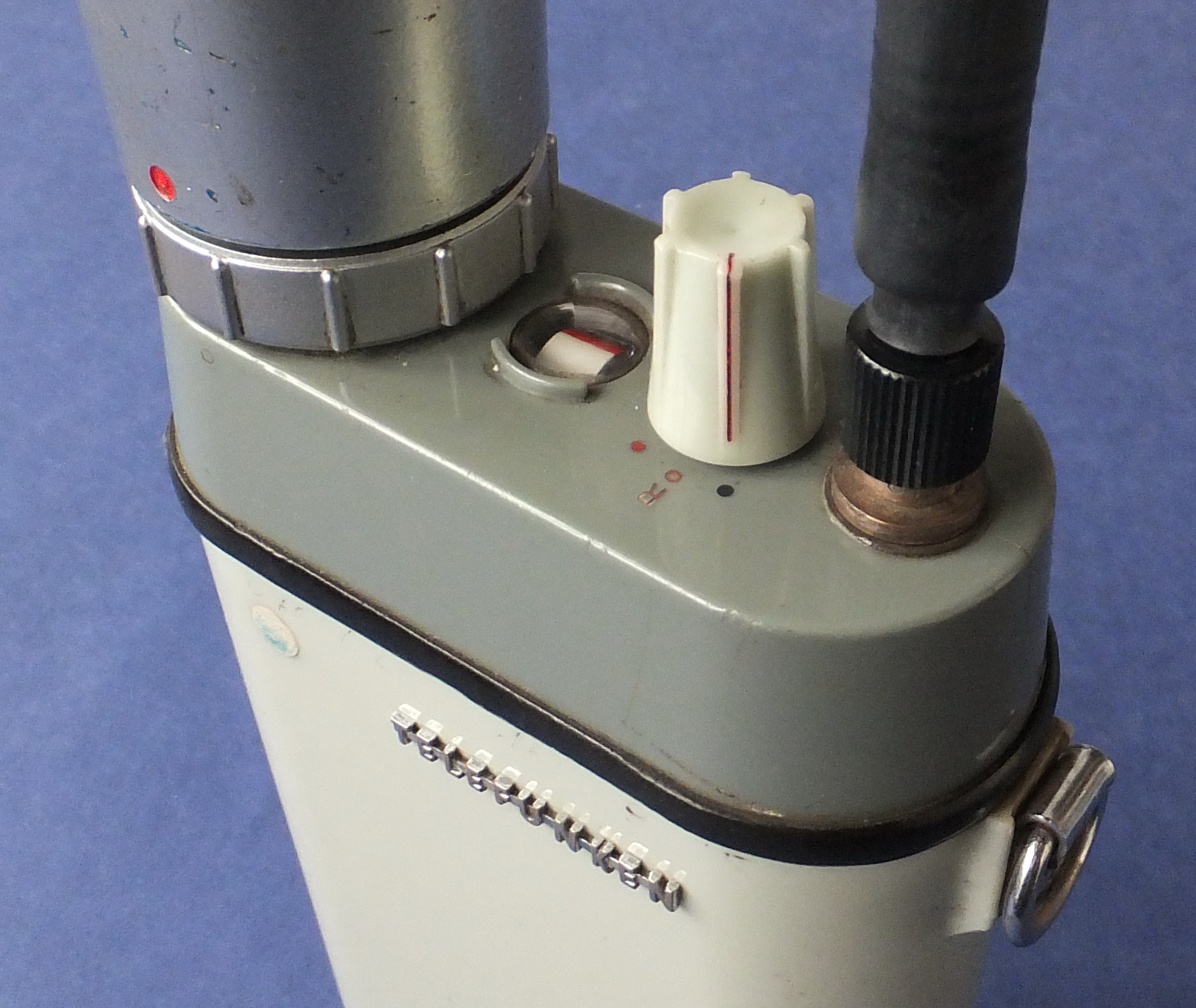
Detailansicht mit Antenne und Mikrofonlautsprecher